# Suzu
Suzu (珠洲市 Suzu-shi?) es una ciudad ubicada en la prefectura de Ishikawa, Japón. A 31  de enero de  2018, la ciudad tenía una población estimada de 14,716 en 6231 hogares, y una densidad de población de 60.0 personas por km², en 29,304 hogares. El área total de la ciudad era de 247,2 kilómetros cuadrados (95,4 mi²).

## Demografía
Según los datos del censo japonés, la población de Suzu ha disminuido en los últimos 40 años. 
| Año del censo | Población |
| ------------- | --------- |
| 1970          | 29,224    |
| 1980          | 27,351    |
| 1990          | 23,471    |
| 2000          | 19,852    |
| 2010          | 16,300    |

## Clima
Suzu tiene un clima subtropical húmedo (Köppen Cfa) caracterizado por veranos suaves e inviernos fríos con fuertes nevadas. La temperatura media anual en Suzu se encuentra a 13.0 °C. La precipitación media anual es de 2234   mm con septiembre como el mes más lluvioso. Las temperaturas son más altas en promedio en agosto, alrededor de 25.4  ° C, y el más bajo en enero, alrededor de 2.4 °C. 
| Parámetros climáticos promedio de | Parámetros climáticos promedio de | Parámetros climáticos promedio de | Parámetros climáticos promedio de | Parámetros climáticos promedio de | Parámetros climáticos promedio de | Parámetros climáticos promedio de | Parámetros climáticos promedio de | Parámetros climáticos promedio de | Parámetros climáticos promedio de | Parámetros climáticos promedio de | Parámetros climáticos promedio de | Parámetros climáticos promedio de | Parámetros climáticos promedio de |
| Mes                               | Ene.                              | Feb.                              | Mar.                              | Abr.                              | May.                              | Jun.                              | Jul.                              | Ago.                              | Sep.                              | Oct.                              | Nov.                              | Dic.                              | Anual                             |
| --------------------------------- | --------------------------------- | --------------------------------- | --------------------------------- | --------------------------------- | --------------------------------- | --------------------------------- | --------------------------------- | --------------------------------- | --------------------------------- | --------------------------------- | --------------------------------- | --------------------------------- | --------------------------------- |
| [cita requerida]                  |                                   |                                   |                                   |                                   |                                   |                                   |                                   |                                   |                                   |                                   |                                   |                                   |                                   |

## Ciudades hermanadas
- Pelotas, Brasil.